# Saint-Cléophas-de-Brandon
Saint-Cléophas-de-Brandon es un municipio canadiense situado en la provincia de Quebec.

## Superficie
Saint-Cléophas-de-Brandon tiene una superficie de 15,34 km².

## Demografía
En 2021, tenía 254 habitantes, una densidad poblacional de 16,6 hab./km², y 112 viviendas.